# Turmhügel Gessenhausen
Der Turmhügel Gessenhausen ist eine abgegangene mittelalterliche Höhenburg vom Typus einer Turmhügelburg (Motte) auf einem 485 m ü. NHN hohen Vorsprung über dem Tachinger See 1100 Meter südwestlich der Kapelle von Gessenhausen, einem Ortsteil der Gemeinde Taching am See im Landkreis Traunstein in Bayern. Die Anlage wird als Bodendenkmal unter der Aktennummer D-1-8042-0046 im Bayernatlas als „Burgstall des hohen oder späten Mittelalters“ geführt. 
Von der ehemaligen Mottenanlage, die nach Osten durch einen Wall und Spitzgraben geschützt war, sind noch Wall- und Reste des Spitzgrabens erhalten. In ca. 300 m in nordöstlicher Richtung befindet sich ein „Ringwall vor- und frühgeschichtlicher Zeitstellung“ (Aktennummer D-1-8042-0239 im Bayernatlas).